# جوش سوندكويست
جوش سوندكويست (بالإنجليزية: Josh Sundquist)‏ هو متحدث تحفيزي أمريكي، ولد في 6 أغسطس 1984 في شارلوتسفيل في الولايات المتحدة.